# Запізніле кохання Миклухо-Маклая
«Запізніле кохання Миклухо-Маклая» — історичний роман українського письменника Івана Корсака, написаний в 2016 році. Опублікований в 2016 році київським видавництвом «Ярославів Вал».
Герой роману - бунтівник від роду. Його виключають з гімназії і університету за надміру загострене відчуття справедливості, навіть садовлять у тюрму. Але Маклай не кається, бо тільки ті, гадає,які йдуть своїм власним шляхом, щось вартісне зроблять у цьому житті.  За сповідування свободи і правди йому знову грозить в’язниця, цього разу з великим строком. Тому з фальшивим паспортом він втікає в світи. З сирого і ненависного Петербурга Маклай їде навчатися в університети  у Гейдельберг, згодом у Лейпциг і Йєну, освоює лікарський фах, особливо ґрунтовно вивчає суспільні дисципліни. Він в золоту добу Сен-Сімона щиро повірив і хоче його будувати, повірив у марева високоповажного Фур’є чи велемудрого Платона з його Республікою.
Та чи достойна людина тої доби? 
Зі сторінок роману постають тривалі, сповнені карколомних пригод, виснажливі і ризикові мандрівки вченого пустелями, островами, джунглями,  безкраїми океанами. Він непритомнів з голоду, вченого рятував якось італійський колега ботанік Беккарі – і не раз його життя було на волосині від смерті. Врешті  Маклай визначився з йменням  того омріяного краю – Нова Гвінея. Географічне товариство на подорож наукову виділяє йому хіба четвертину коштів від мінімальної потреби, ще й висміює.  Він зібрав побажання на експедицію дванадцяти найзначніших європейських вчених і трьох російських, які радили провести певні дослідження, виміри й обміри. 
То унікальна зустріч людини, що прибула на корветі з паровим двигуном, і папуасів з кам'яної доби. Маклаю вдається знайти спільну мову на відміну від колонізаторів, що визнають лише силу зброї. Він не лише вчений, він стає захисником тубільців,  відчайдушно боронить їх, контактуючи з Бісмарком, імператором Олександром ІІІ, прем’єром і міністрами Британії, урядовцями Австралії… Миклухо-Маклай ставить питання про незалежність Берега Маклая Нової Гвінеї.
Водночас Миклухо-Маклай продовжує шукати ту омріяну кохану, він пізнає багато жінок. І тільки в доньці прем’єра австралійської провінції Маргарет Робертсон він впізнає  омріяну душу.
Врешті в нього є все: світове ім’я, жадана дружина, двоє синів. Та біда грянула раптово, як грім серед зими. Тяжка хвороба – життя і випробування далися взнаки, то стало платою гіркою за його подвижництво. 
Матеріал до книги збирався по крупинці з різних країв. Зокрема, з бібліотеки  Сіднейського університету, яка  люб’язно надала фотокопії щоденника  Маргарити Робертсон де Миклухо-Маклай,   німецької фірми Antiquariat Steffen Völkel,  Британського музею, Ліннеєвського товариства у Лондоні, Національного музею природничої історії в Чилі,Інституту етнології і антропології Російської академії наук,  Національного науково-дослідному інституту у Порт-Морсбі Папуа Нової Гвінеї.

## Зміст книги
- Запізніле кохання Миклухо-Маклая. Роман
- Михайло Мельнійчук. Шляхетний лицар науки. Післямова
- Зі щоденника Маргарити Робертсон де Миклухо-Маклай. Додаток